# Buzz Aldrin
Edwin Eugene Aldrin, Jr. (n. 20 ianuarie 1930, Montclair, New Jersey, SUA), cunoscut ca Buzz Aldrin, este un astronaut și inginer american, cunoscut pentru faptul că a fost al doilea om, după Neil Armstrong, coechipierul său, care a pășit pe Lună.
A absolvit Academia West Point și a zburat în 66 de misiuni de luptă în Războiul din Coreea.
În 1963, a obținut doctoratul la MIT și a fost selectat ca astronaut.
În 1966, i s-a alăturat lui James A. Lovell, Jr. în zborul Gemini 12, care a durat patru zile (11-15 noiembrie).
Ieșirea de 5 ore și jumătate în spațiu a lui Aldrin a dovedit că, de fapt, organismul uman poate lucra în vidul din spațiul cosmic.
A fost pilot al modulului lunar al navei Apollo 11, în cadrul unei misiuni care s-a desfășurat între 16 și 24 iulie 1969, în timpul căreia, pe 20 iulie, a coborât pe Lună împreună cu Neil Armstrong.